# アンソンゴ
アンソンゴ（フランス語: Ansongo）はマリ共和国東部のガオ州にあるコミューン。州都のガオから南へ90kmのニジェール川左岸に位置する。アンソンゴ圏の中心地である。面積は445平方キロメートルで、2009年の国勢調査では人口が32,709人であった。
アンソンゴ地域は2022年頃よりISILなどイスラーム過激派の活動が活発となっている。2013年より国際連合マリ多元統合安定化ミッションのアンソンゴ基地が設けられていたが、2023年11月18日に閉鎖された。

## 地理・気候
ガオ州南東部に位置し、東はタン・アマ、南はブーラ、西はテッシ、北はバラとタラテイエと接する。
サヘルに含まれ、長い乾季（10月から6月）と短い雨季（7月から9月）が交互に訪れるのが特徴である。年間降水量は250mmから350mmと年によって差がある。アンソンゴは、15 °Cから45 °Cまで、気温の大きな変動がある。また、全体的に標高が高い。
アカシアなどが植生するサバナとなっている。

## 経済
アンソンゴは農村であり、主に農業が盛んであり人口の約80パーセントが農業に従事している。ニジェール川沿いでは様々な野菜の栽培が盛んで、米やソルガムも栽培されている。家畜も牛、ラクダ、羊、山羊、鶏、馬、ロバなどが飼われている。
ニジェール川は魚も豊富で、川沿いには漁場が点在している。また、近年は養魚場も増えている。 工芸は主に女性が行っており、国産の革、籠、鍛冶、陶器、マット、皮、皮革などが市場で取引されている。 農機具の生産も一部の職人が行っており、プラウ、カート、ダバ、カマ、摘み、シャベル、コンロなどを販売し、コミューン周辺の農村部の農民は商品を買っている。

## 交通

### 道路
- RN17
- RN20

### 空港
- アンソンゴ空港（英語版）